# Bonné de Bod
Bonné de Bod (nacida el 11 de junio de 1981) es una presentadora de televisión y productora de documentales sudafricana. Es principalmente conocida por su película STROOP - Journey into the Rhino Horn War. También destacó por sus reportajes de campo en la serie de televisión de naturaleza 50/50 durante siete temporadas. El reconocimiento por su presentación en televisión incluye una nominación al premio Jackson Wild Media como 'Mejor presentadora' en 2019 un Premio SANParks a la 'Mejor periodista' en los años 2015 y 2019 y dos Impact DOCS como 'Mejor talento en cámara' y 'Mejor talento en narración/voz en off' en 2021. Ha ganado más de 30 premios como productora de cine.

## Biografía
De Bod nació en Kempton Park, Sudáfrica y se crio en Northcliff, Johannesburgo. Tiene una licenciatura en Psicología Industrial de la Universidad de Pretoria. Después de graduarse, una agencia de modelos le ofreció un contrato en Ciudad del Cabo. Ella aceptó, se mudó y modeló durante tres años. Posteriormente, recibió una oferta de Londres, pero siguió su pasión por la vida salvaje y audicionó para convertirse en presentadora de 50/50, el conocido programa de televisión de historia natural y medioambiental de Sudáfrica. Fue la presentadora durante siete temporadas.
En 2008, la caza furtiva de rinocerontes fue un problema creciente en Sudáfrica. En 2013, una historia sobre la caza furtiva de rinocerontes que de Bod hizo con la directora de cine, Susan Scott en el Parque nacional Kruger, las llevó a crear el documental STROOP. STROOP, filmado durante cuatro años, mostró la cadena completa desde los cazadores furtivos africanos hasta los consumidores asiáticos. Selección oficial en 40 festivales de cine, la película ha ganado 30 premios. Anton Crone de The Sunday Times escribió en un artículo que la capacidad de Scott y De Bod para relacionarse con la gente, "ya sea vulnerable, peligrosa o valiente, [le dio] a la película su profundidad humana". The Mercury dijo que de Bod es dura como un clavo.
Su segunda película, también con Scott, Kingdoms of Fire, Ice and Fairytales, se estrenó en Jackson Wild en 2020, ganando varios premios y recibiendo críticas positivas. Kingdoms fue filmada y editada durante la pandemia de COVID-19. El dúo creó 'Kingdoms of Fire, Ice & Fairy Tales' en California mientras estaban en el circuito de festivales de cine. de Bod ha sido elogiada por su presentación en Kingdoms por el destacado crítico de cine, Leon van Nierop, y por la revista Getaway, que la denominó "la protagonista, con una voz auténtica y segura cuya presencia en pantalla refleja la belleza del entorno que está explorando". En 2015, también trabajó en Rhino Blog, (conocido como Rhino Planet fuera de África), que se transmite en People's Weather. Recibió el Premio SANParks Kudu a la 'Mejor Periodista' en 2015 por su trabajo en 50/50 y nuevamente en 2019 junto con Scott por STROOP. El Programa para el Medio Ambiente de la ONU (PNUMA) le pidió que moderara un panel de discusión sobre el comercio ilegal de vida silvestre en el Congreso mundial de 2015.
de Bod vive en Bryanston, y es miembro de la Asociación de Realizadores de Documentales (DFA).

## Reconocimientos
| Año       | Título                                               | Papel                                   | Premios |
| --------- | ---------------------------------------------------- | --------------------------------------- | --- |
| 2010-2016 | 50/50                                                | Presentadora, Productora, Investigadora | - Premio SANParks Kudu al mejor periodista - Premio SANParks Kudu al mejor programa - ATKV-Mediaveertjie (afrikáans para "Media Feather")            |
| 2018-2019 | STROOP - Viaja a la guerra del cuerno de rinoceronte | Presentadora, Productora                | - Premio SANParks Kudu al mejor periodista - 30 premios a la producción                                                                              |
| 2020      | Kingdoms of Fire, Ice and Fairytales                 | Presentadora, Productora                | - Impact DOCS: premio a la excelencia, mejor talento en pantalla - Impact DOCS - Premio a la excelencia, mejor narrador - Más premios por producción |